# Verónica Echegui
Verónica Echegui, geboren als Verónica Fernández de Echegaray (Madrid, 16 juni 1983), is een Spaans actrice. 

## Biografie
Na haar opleiding aan de Spaanse Real Escuela Superior de Arte Dramatico de Madrid (RESAD) brak Echegui door met haar hoofdrol in de speelfilm Yo soy la Juani (2006) van regisseur Bigas Luna, waarvoor ze genomineerd werd voor een Premio Goya, Saint Jordi Award en de Barcelona Award voor Beste Actrice won. Dit succes werd snel gevolgd door rollen in diverse films, waaronder El patio de mi cárcel (Belén Macías, 2008), waarvoor Echegui was genomineerd voor een CED Award en de Premio Goya voor beste actrice in 2009. In datzelfde jaar was zij een van Europa's Shooting Stars tijdens de Berlinale. In 2012 maakte zij haar Amerikaanse debuut in The Cold Light of Day met Bruce Willis en Sigourney Weaver in de hoofdrollen. In 2012 was Echegui genomineerd voor de twee belangrijkste Spaanse filmprijzen, Premio Goya voor beste actrice en de Gaudi Award, die zij won voor haar hoofdrol in de film Katmandú, un espejo en el cielo (Icíar Bollaín, 2012).

## Filmografie

### Film
Uitgezonderd korte films en televisiefilms.
| Filmografie als actrice |                                                     |
| Jaar                    | Titel                                               |
| 2006                    | Yo soy la Juani                                     |
| 2007                    | El menor de los males                               |
| 2007                    | Tocar el cielo                                      |
| 2008                    | 8 citas                                             |
| 2008                    | El patio de mi cárcel                               |
| 2008                    | La casa de mi padre                                 |
| 2009                    | Bunny and the Bull                                  |
| 2010                    | La mitad de Óscar                                   |
| 2011                    | Verbo                                               |
| 2011                    | Seis puntos sobre Emma                              |
| 2011                    | Katmandú, un espejo en el cielo                     |
| 2012                    | The Cold Light of Day                               |
| 2013                    | &ME                                                 |
| 2013                    | La gran familia española                            |
| 2014                    | Kamikaze                                            |
| 2016                    | Me estás matando Susana                             |
| 2016                    | No culpes al karma de lo que te pasa por gilipollas |
| 2017                    | La niebla y la doncella                             |
| 2017                    | Lasciati andare                                     |
| 2017                    | The Hunter's Prayer                                 |
| 2020                    | L'ofrena                                            |
| 2020                    | Orígenes secretos                                   |
| 2020                    | Explota Explota                                     |
| 2021                    | Donde caben dos                                     |
| 2022                    | Book of Love                                        |
| 2022                    | Historias para no contar                            |
| 2022                    | Objetos                                             |